# تا آمدن احمد

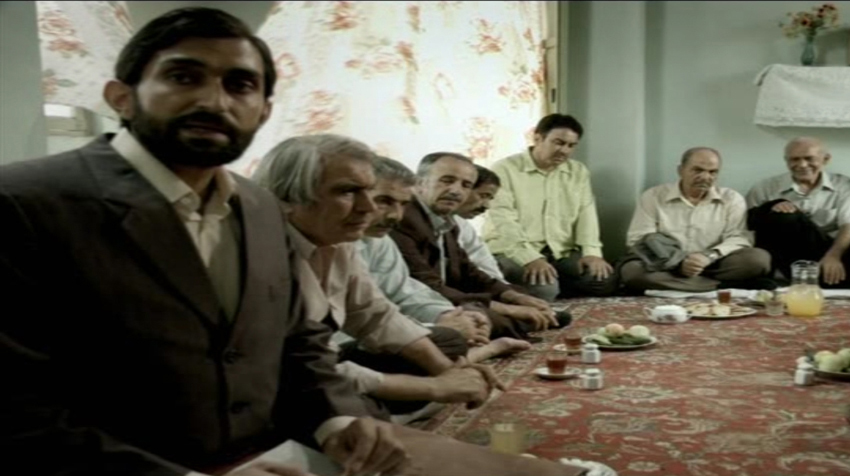
نمایی از فیلم سینمایی تا آمدن احمد ، سال 1393 شهرک سینمایی غزالی

تا آمدن احمد فیلمی به کارگردانی صادق صادق‌دقیقی، تهیه‌کنندگی پروانه مرزبان و نویسندگی عبدالجبار دلدار و پروانه مرزبان ساخته سال ۱۳۹۳ است.
این فیلم در تاریخ ۲۸ بهمن ۱۳۹۴ در سینماهای ایران اکران شده‌است.

## داستان فیلم
این فیلم داستان در سال ۱۳۶۵ اتفاق می‌افتد و روایتگر یک خانواده در جزیره خارک است. در این فیلم احمد از نیروهای جمعیت هلال احمر است که در جنگ کشته می‌شود اما خانواده او فکر می‌کنند که هنوز زنده است و دنبال او می‌گردند.

## بازیگران فیلم
- افسر اسدی
- مهدی فقیه
- حسن علیرضایی
- بهرام ابراهیمی
- پرهام دلدار
- حسین قفلی
- ونوس حسن کانلی